# Flavia Domitilla (fille de Plautilla)
Pour les articles homonymes, voir Flavia Domitilla (homonymie) et Flavie.

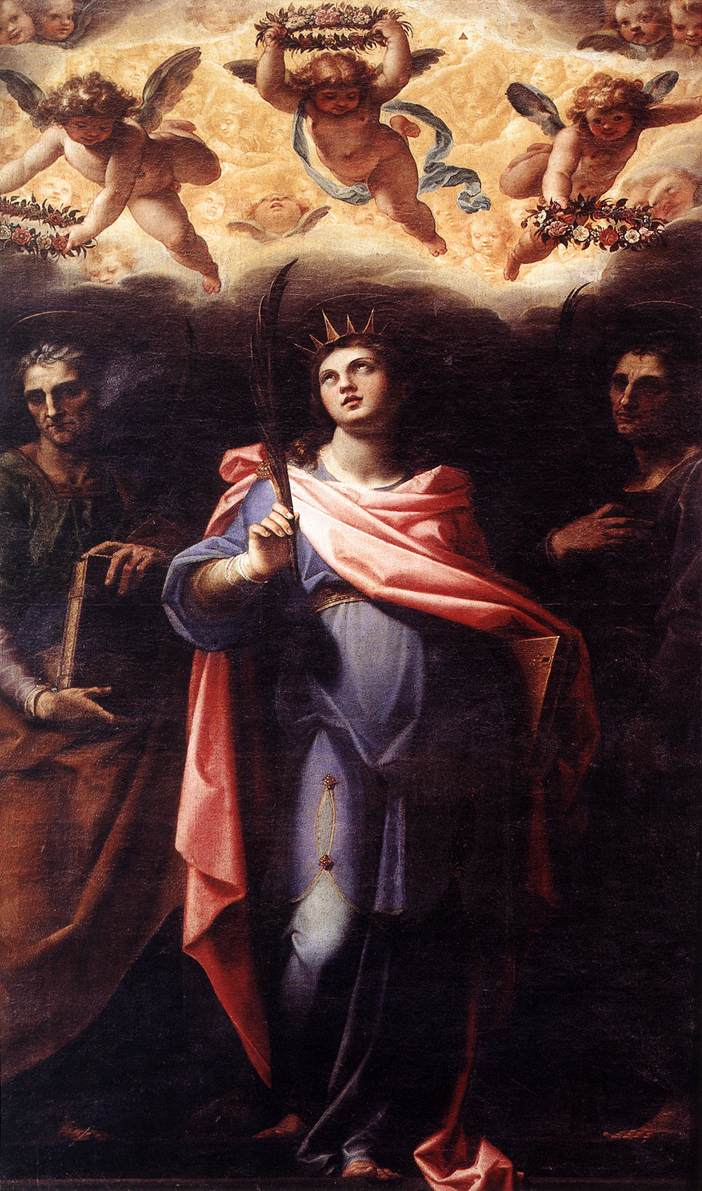
Sainte Domitille en compagnie des saints Nérée et Achillée, huile de Niccolò Pomarancio (1598-99) pour l'église Santi Nereo e Achilleo, à Rome

Flavia Domitilla. fille de Plautilla, a été présentée comme telle pour la première fois dans les Actes des saints Nérée et Achillée, œuvre anonyme du Ve ou VIe siècle, où elle est une jeune fille chrétienne qui décide de consacrer sa virginité. Son fiancé la fait exiler dans l'île de Pontia. Restée ferme dans sa détermination, elle est ensuite emmenée a Terracina et là mise à mort en martyre de la foi chrétienne.

## Famille
L'introduction de ces Actes dit qu'elle est nièce de l'empereur romain Domitien (81–96),, et donc membre de la famille impériale romaine des Flaviens, petite fille de l'empereur Vespasien (69–79).
Les Actes la présentent ensuite diversement : comme fille d'une certaine Plautilla, sœur du consul Clemens, généralement identifié comme Titus Flavius Clemens (vers 50 – 95), mari de Flavia Domitilla, fille de l'unique sœur de Domitien, Domitilla la Jeune.
La Domitilla des Actes avait comme eunuques valets de chambre Nérée et Achillée, précédemment au service de sa mère Plautilla, qui fut convertie au christianisme par l'apôtre Pierre et qui fit baptiser aussi sa fille et ses eunuques chambellans. Dans la même année Pierre mourut martyr et mourut aussi Plautilla.

## Contenu desActes des saints Nérée et Achillée
En la voyant s'habiller luxueuseent  pour les noces, les deux eunuques lui disent que, si au lieu d'orner tellement le corps en vue de son mariage avec Aurélien, le fils d'un consul, elle se mettait à orner l'âme, elle pourrait avoir comme époux le Fils immortel de Dieu, le Roi de tous les siècles. Ils traitent des inconvénients du mariage et les avantages de la virginité,,
Après avoir initialement soulevé des objections, Domitilla accepte ce qu'ils disent et désire que son vœu de virginité soit consacré par le voilement aux mains de l'évêque saint Clément. Les eunuques vont trouver l'évêque et lui disent qu'ils avaient été acquis comme serviteurs par Plautilla, sœur du consul Clemens, frère germain du père de l'évêque. Ils lui expliquent comment ils ont converti Domitilla à la vie de la virginité et le font venir chez elle et la consacrer. Le fiancé, Aurélien, furieux du refus de Domitilla, obtient de l'empereur Domitien que, si elle refuse de sacrifier, elle sera envoyée en exil dans l'île Pontia, dans l'espoir qu'ainsi elle changera son esprit,,.
Les deux eunuques, qui ont accompagné Domitilla en exil, refusent la demande d'Aurélien de la convaincre de revenir sur son vœu. Alors il les fait transférer à Terracina, où ils sont durement torturés et décapités. Uniquement dans ce contexte les Acta se réfèrent à Domitilla comme « Flavia Domitilla »,,.
On informe Aurélien que Domitilla a avec trois chrétiens (Eutychès, Victorin et Maron) de l'amitié encore majeure qu'avec Nérée et Achillée. Il obtient de l'empereur Nerva que ces trois, s'ils n'acceptent pas de sacrifier aux idoles, lui soient donnés comme esclaves. Après leur refus de sacrifier, il les contraint à faire de durs travaux dans ses propriétés. Là ils font des miracles de guérison et convertissent beaucoup de monde au christianisme. Quant à Maron, pour l'écraser, on lui met sur les épaules une énorme pierre, que soixante-dix hommes pourraient difficilement tirer en utilisant une poulie, mais Maron la porte facilement à l'endroit distant de deux miles où il avait l'habitude de prier, miracle suivi par la conversion et le baptême du peuple de la province. Enfin les trois hommes sont tués,,.
Aurélien emmène Domitilla de l'île Pontia à Terracina et la met en contact avec deux sœurs de lait, Euphrosyne et Théodora, et leurs fiancés, Sulpice et Servilien. Influencés par la prédication et les miracles de Domitilla, ces quatre se font chrétiens et renoncent au mariage. Aurélien décide user la violence contre Domitilla, la fait enfermer dans une chambre à coucher et se met à danser. Il danse pendant deux jours et deux nuits et à la fin tombe à terre et expire. Terrifiés par cet événement tous deviennent des croyants. Mais Luxurius, le frère d'Aurélien obtient de l'empereur Trajan la permission de les contraindre à sacrifier et de punir à volonté ceux qui refuseraient. À Rome il fait trancher la tête à Sulpice et Servilien et ensuite va à Terracine et tue Domitilla et ses deux sœurs de lait en mettant le feu à la chambre où elles dorment,,.

## Les martyrologes prétridentins
Bien que Jérôme de Stridon (saint Jérôme) mentionne l'intérêt des gens à la fin du IVe siècle dans les « cellules » que  « Flavia Domitilla, la plus illustre femme de son siècle » était censée avoir occupées pendant son exil à Pontia,,, aucune Domitilla figure dans la Depositio martyrum et le Martyrologe hiéronymien,,.
Pour certains critiques, l'absence des prétendus chrétiens Flaviens dans les listes de martyrs des documents « officiels » tels que le Martyrologe hiéronymien montre que les autorités auraient préféré omettre ces noms volontairement. Toutefois Philippe Pergola estime étonnant ce qu'il appelle « cette prise de position dans les études les plus récentes », car selon lui « à l'exception des apôtres Pierre et Paul, aucun martyr antérieur au IIIe siècle ne figure dans les calendriers les plus anciens. » En revanche, saint Clément de Rome, qui certainement est du Ier siècle, est mentionné dans le Martyrologe hiéronymien,.
Bède le Vénérable (mort en 735) dit que Flavia Domitilla, nièce de Flavius Clemens, fut exilée dans l'île de Pontia pour avoir donné témoignage de sa foi, mais ne l'inclut pas comme sainte dans son Martyrologe : en effet le premier martyrologe qui mentionne une sainte Flavia Domitilla est ce de Florus de Lyon (mort vers 860), qui lui assigne comme jour de fête le 7 mai, probablement par erreur due à une confusion avec Flavius, évêque de Nicomédie, mentionné, le même jour, dans le Martyrologe hiéronymien,,.
Cette mention de Flavia Domitilla est une des sept dans le Martyrologe de Florus empruntées des Actes des saints Nérée et Achillée

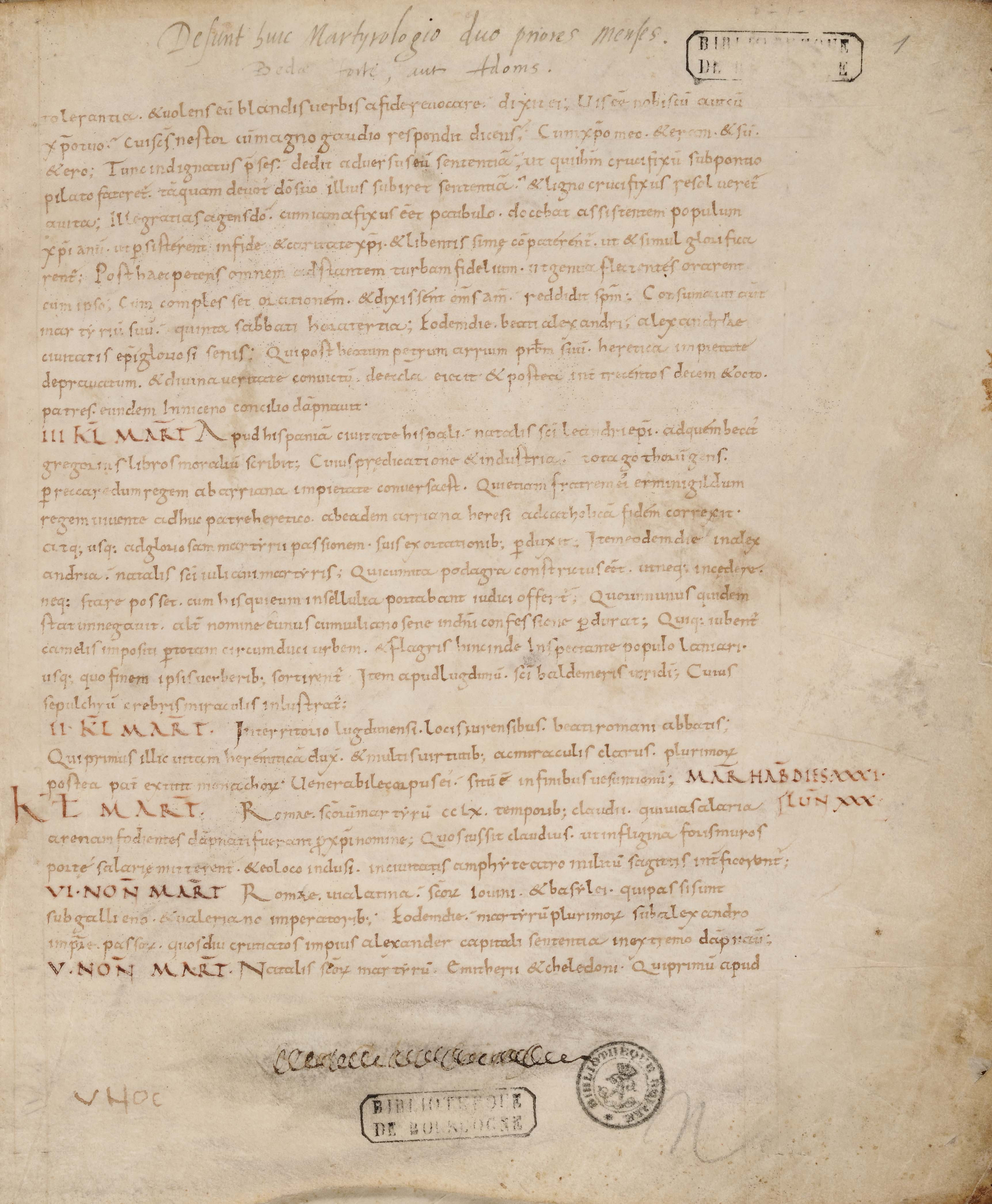
Une page du Martyrologe d'Adon

Le Martyrologe d'Adon de Vienne, lui aussi du IXe siècle, en utilisant le contenu des Actes des saints Nérée et Achillée, indique :
- le 7 mai la mort à Terracina de sainte Domitilla, en la qualifiant de « vierge et martyr », c'est-à-dire comme la Domitilla des Actes des saints Nérée et Achillée ;
- le 12 mai la mémoire au cimetière de Prétextat à Rome de Nérée et Achillée, « eunuques de Flavia Domitilla », donc en utilisant comme source les Actes des saints Nérée et Achillée ;
- le 15 avril « les martyrs Maron, Eutychès et Victorin, qui passèrent d'abord un long exil à l'île de Pontia avec Flavia Domitilla pour la confession du Christ, furent ensuite mis en liberté sous l'empereur Nerva et, comme ils ne cessaient point de faire des conversions, on les fit mourir par diverses sortes de supplices »;
- le 20 avril « les saints martyrs Sulpice et Servilien, convertis à la foi chrétienne par les exhortations et les miracles de la vierge sainte Flavia Domitilla (laquelle avait aussi gagné leurs fiancées Théodora et Euphrosyne à l'espoir de la vie éternelle et à la persévérance dans la virginité sainte), refusant de sacrifier aux idoles, furent décapités durant la persécution de Trajan par sentence de Anianus, préfet de la Ville. Les chrétiens volèrent leurs corps et les enterrèrent à la seconde borne milliaire de la Voie latine ».

De ce Martyrologe d'Adon, Henri Quentin dit : « Presque partout où la tradition des martyrologes a causé aux historiens de graves embarras, nous avons trouvé la main de cet auteur. [...] Adon a donc exercé sur le développement de la littérature martyrologique la plus regrettable influence ».
Le Martyrologe d'Usuard :
- le 7 mai ajoute « nièce du consul Flavius Clemens » et beaucoup d'autres informations prises surtout des Actes[33],[34];
- amplifie un très petit peu l'information du 15 avril : « les martyrs Maron, Eutychès et Victorin, qui passèrent d'abord un long exil à l'île de Pontia avec Flavia Domitilla pour la confession du Christ, furent ensuite mis en liberté sous l'empereur Nerva et, comme ils ne cessaient point de faire des conversions, on les fit mourir par diverses sortes de supplices »[35];
- abrège l'information du 20 avril, en omettant l'incise « laquelle avait aussi gagné leurs fiancées Théodora et Euphrosyne à l'espoir de la vie éternelle et à la persévérance dans la virginité sainte » et l'information sur la sépulture des saints[36];
- le 12 mai, mentionne, au lieu du cimetière de Prétextat, ce de la Via Ardeatina[37].

Entre-temps, l'église Santi Nereo e Achilleo est consacrée à ces deux saints (sans mention de Flavia Domitilla) et, probablement en 814, les reliques de ces deux martyrs y sont transférés de leur sépulture originale dans les catacombes de Domitilla. Les cérémonies qui se tenaient dans la basilique des saints Nérée et Achillée de ces catacombes sont alors abandonnées. 
En 867, les supposées reliques de l'évêque Clément de Rome ont été ramenées de Crimée à Rome par saints Cyrille et Méthode,. Elles ont été déposées dans la Basilique Saint-Clément-du-Latran, qui lui est dédiée maintenant. On mettait cet édifice, avec lequel le nom de Flavia Domitilla n'est pas associé, en relation avec un certain Clément, que saint Jérôme identifiait à la fin du IVe siècle avec le pape du Ier siècle mais qui était probablement le donateur du bâtiment, qui vivait dans une période plus tardive.

## Liturgie tridentine

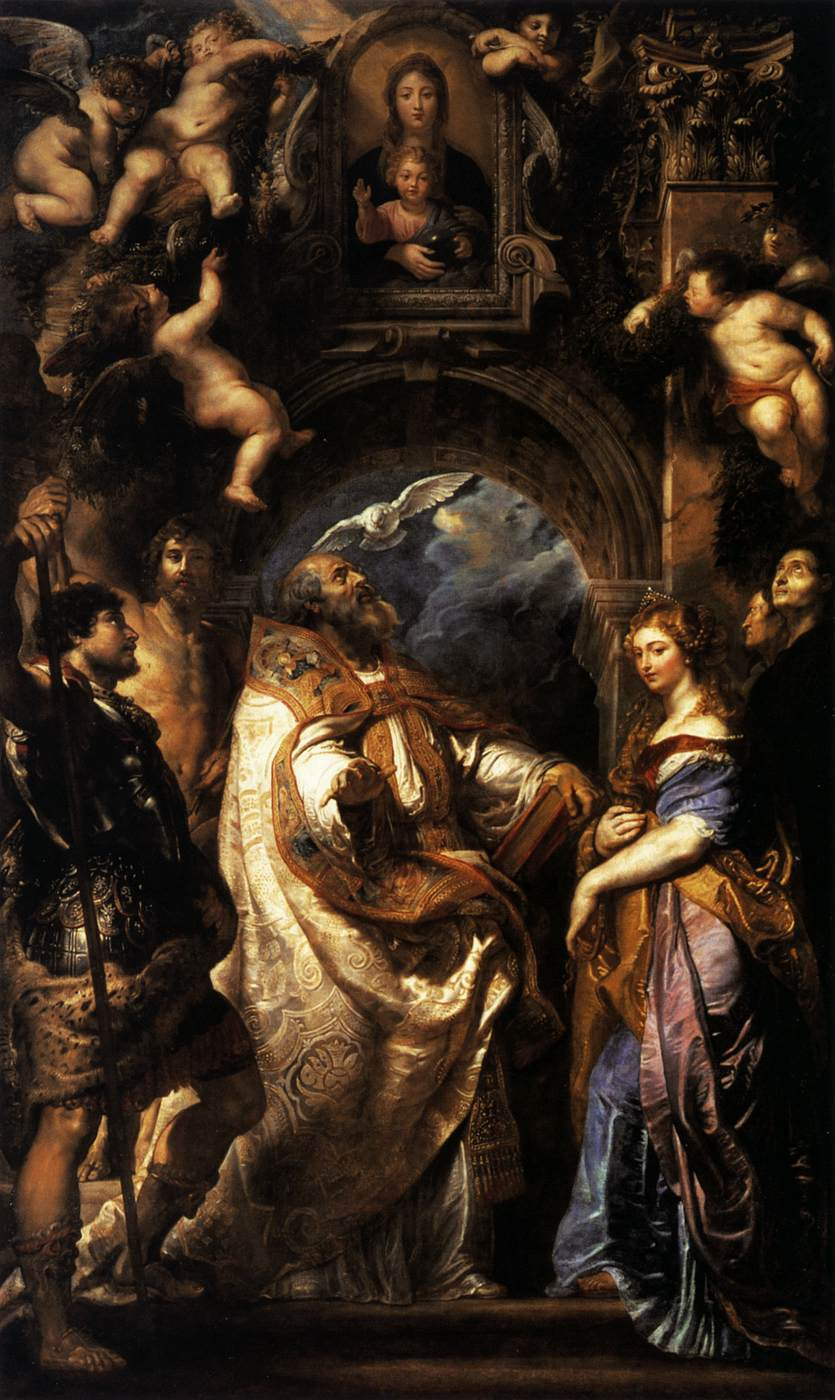
Saint Grégoire le Grand avec, d'un côté, les saints Domitilla, Nérée et Achillée, et de l'autre, les saints Maur et Papien (Pierre Paul Rubens, 1607)

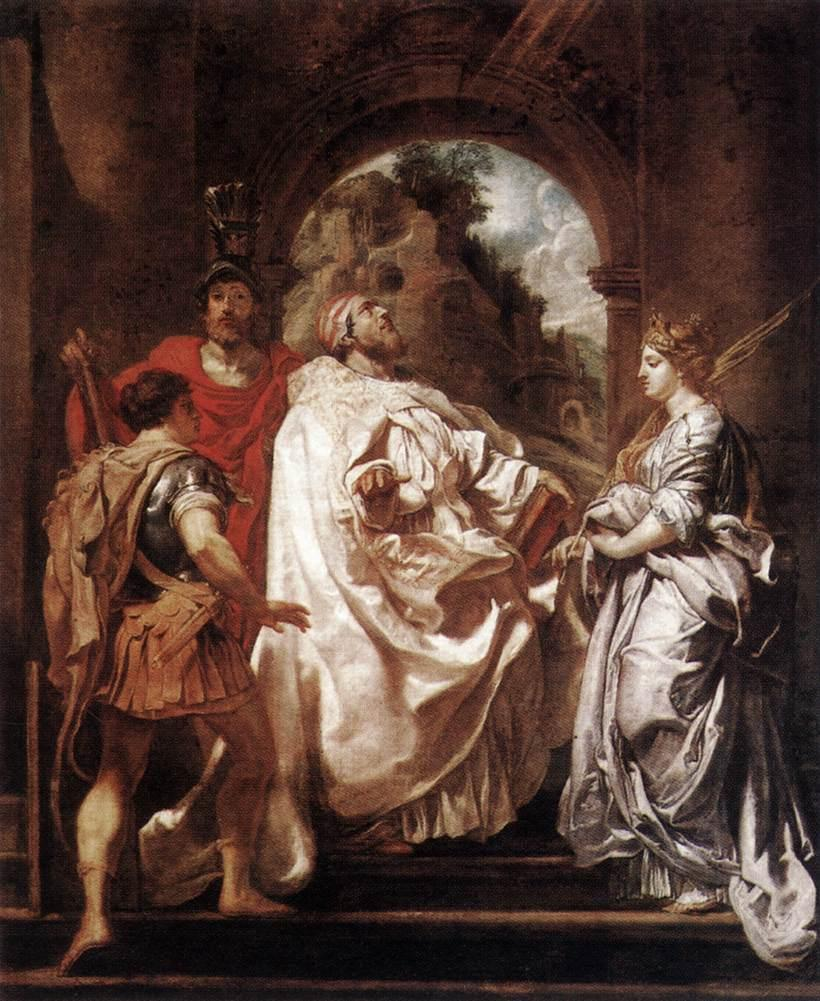
Saint Grégoire le Grand avec sainte Domitilla (seule) et avec saints Maur et Papien (Pierre Paul Rubens, 1606)

En ce que concerne Domitilla, le Martyrologe romain dans sa première edition (1583) reste généralement fidèle à la substance du contenu du Martyrologe d'Usuard, même quand il s'exprime un peu diversement
Le 15 avril, il spécifie les circonstances de la mort des martyrs Maron, Eutychès et Victorin, en changeant « on les fit mourir par diverses sortes de supplices » en « le juge Valérien les fit mourir par diverses sortes de supplices dans la persécution de Trajan ».
Et le 20 mai il insère la nouveauté : « sainte Plautilla, femme consulaire, mère de sainte Flavia Domitilla, qui, baptisée par l'apôtre saint Pierre et brillant de la renommée de toutes les vertus, s'est endormie dans la paix à Rome ».
Ces textes restent sans changement quand en 1586 Caesar Baronius révise le Martyrologe romain et y ajoute des annotations. Dans son commentaire sur la mention de Flavia Domitilla le 7 mai, il déclare qu'il s'agit de la nièce de Flavius Clemens, et qu'il y avait deux femmes distinctes nommées Flavia Domitilla, l'une la nièce, l'autre (dont parlent Suétone et Dion Cassius) l'épouse du consul. Selon Brian Jones, Baronius est le premier à soutenir l'idée des deux Flavia Domitilla, la femme et la nièce du consul. Sur cette question, objet de désaccord entre les érudits, voir Flavia Domitilla.
On révise le Martyrologe romain aussi sous les papes Urbain VIII, Clément X et Benoît XIV. Dans cette dernière révision (1847) on introduit le 22 juin une mention de la translation (qui a eu lieu en 1725) des reliques de Flavius Clemens dans la Basilique Saint-Clément-du-Latran : « Translatio sancti Flavii Clementis viri consularis, et Martyris, a Domitiano Imperatore pro Christi fide interempti, cujus corpus in Basilica sancti Clementis Papae nuper inventum, ibidem solemni pompa reconditum est ». Dans une révision publiée en 1956 et modifiée un peu en 1960, on change ce texte en « Translatio sancti Flavii Clementis viri Consularis et Martyris; qui, sanctae Plautillae frater et beatae Virginis et Martyris Flaviae Domitillae avunculus, a Domitiano Imperatore, quocum Consulatum gesserat, ob Christi fidem interemptus est. Ipsius porro corpus, in Basilica sancti Clementis Papae inventum, ibidem solemni pompa reconditum est »,, en affirmant une parenté entre le consul et les saintes Plautilla et Domitilla des Actes des saints Nérée et Achillée et en élevant a six les mentions de saint Domitilla dans le Martyrologe romain du XXe siècle.
Le Bréviaire romain de la même période raconte de la sainte les mêmes événements que dans les Actes des saint Nérée et Achillée, y compris son vœu de virginité et sa mort comme martyre, mais dit qu'elle est nièce des empereurs Titus et Domitien, non pas du consul Flavius Clemens,, en conformité avec ce que le document des Actes dit dans ses mots d'introduction (neptem Domitiani Imperatoris), avant de la décrire ensuite comme nièce du consul Clemens (qui n'était pas frère de Domitien). La parenté de nièce de l'empereur est précisément celle de la Flavia Domitilla, femme du consul Flavius Clemens et mère de sept enfants, indiquée dans les sources littéraires et épigraphiques de la période classique de l'Empire romain.
Aussi dans la Légende dorée de Jacques de Voragine (XIIIe siècle) c'est ainsi que Flavia Domitilla était présentée .
Le Calendrier romain général est une sélection très restreinte de saints proposés pour être célébrés liturgiquement dans tout le monde (sans exclure la célébration liturgique aussi d'autres saints inscrits dans le Martyrologe romain). En 1595 le nom de sainte Domitilla a été inséré dans ce document en vue de la célébration d'elle conjointement avec les saints Nérée et Achillée et saint Pancrace de Rome le 12 mai.

### Après le Concile Vatican II
Après le Concile Vatican II l'Église catholique a entrepris une révision de ses livres liturgiques qui comprenait un examen critique des traditions concernant chacun des saints, en vue des recherches hagiographiques du XXe siècle, surtout des Bollandistes et de la Bibliotheca sanctorum de l'Université du Latran, « parce que les chrétiens contemporains veulent, justement, baser leur vénération des saints sur la vérité historique » Parmi « les saints qui présentent des graves difficultés historiques » se trouve sainte Domitilla. Son nom a été retiré en 1969 du Calendrier romain général, parce que son introduction en 1595 était une nouveauté sans base dans la tradition.
Comme conséquence, on ne mentionne plus aucune sainte Domitilla dans la Liturgie des Heures, ce qu'on appelait autrefois le Bréviaire.
Pour le Martyrologe romain, il fallait consacrer des années de recherches à la mise en œuvre de la décision du IIe concile œcuménique du Vatican de mettre en accord avec la réalité historique les récits du martyre et de la vie des saints. Finalement, en 2001 on publie l'édition révisée.

Depuis alors le Martyrologe romain dit, le 7 mai : 

« À Rome, commémoration de la martyre sainte Domitilla, fille d'une sœur du consul Flavius Clemens, laquelle, accusée dans la persécution de l'empereur Domitien de nier les dieux étrangers, fu déportée avec des autres à l'île de Pontia, où elle passa un long martyre »

.

Cette description est basée sur lˊHistoire ecclésiastique d'Eusèbe de Césarée : 

« Dans ces temps-là, l'enseignement de notre foi était tellement éclatant que même les historiens étrangers à notre doctrine n'hésitent pas à rapporter dans leurs histoires la persécution et les témoignages qui y furent rendus; ils en ont indiqué la date très exactement, et ils racontent que la quinzième année de Domitien, Flavia Domitilla fille d'une sœur de Flavius Clemens, un des consuls de Rome à cette date, fut elle aussi, avec un très grand nombre d'autres, reléguée dans l'île Pontia par punition, à cause du témoignage (rendu) au Christ »

 et sur ce que dit saint Jérôme en racontant comme la veuve Paula, « étant arrivée à l'île de Pontia, si célèbre par l'exil de Flavia Domitilla, la plus illustre femme de son siècle, laquelle y fut reléguée par l'empereur Domitien à cause qu'elle était chrétienne, et voyant les petites cellules où elle avait souffert un long martyre, il sembla que sa foi y prit des ailes, tant elle se sentit touchée du désir de voir Jérusalem et les lieux saints »,.
Exactement comme dans ces deux sources, le Martyrologe romain ne dit plus rien de la virginité de Domitilla, des miracles, des exhortations, des conversions qu'elle, à dire des Actes des saints Nérée et Achillée, opérait, et il présente le martyre qu'elle a subi non pas comme l'être brûlée à mort à Terracina, mais comme le long martyre de son séjour forcé sur l'île. En parlant des saints Sulpice et Servitien (le 20 avril) et Nérée et Achillée (le 12 mai), il ne mentionne plus les relations que selon ces Actes ils avaient avec Domitilla. En revanche, il décrit Nérée et Achillée, comme dans la relative inscription du pape Damase Ier, comme des soldats, pas des eunuques valets de chambre d'une dame. Il parle, le 22 juin, du consul Flavius Clemens sans mentionner ni sa femme ni sa nièce. Maron, Eutychès et Victorin, qui dans ces Actes « passèrent d'abord un long exil sur l'île » avec Domitilla; Théodora et Euphrosyne, vierges mortes avec elle dans l'incendie; et Plautilla, sa mère, disparaissent totalement. Bref, le Martyrologe romain du XXIe siècle ne dépend en rien des Actes des saints Nérée et Achillée.